# Карімова Елвіна Хайдарьянівна
Ельвіна Хайдарьяновна Карімова — (нар. 25 березня 1994 року) — російська ватерполістка, нападник ватерпольного клубу «Уралочка-ЗМЗ» і збірної Росії. Заслужений майстер спорту.

## Кар'єра
Стала переможницею Універсіади 2013 року, за що було присвоєно спортивне звання майстра спорту міжнародного класу.

## Освіта
Студентка факультету заочного та дистанційного навчання Челябінського Державного університету.

## Нагороди
- Медаль ордена «За заслуги перед Вітчизною» II ступеня (25 серпня 2016 року) — за високі спортивні досягнення на Іграх XXXI Олімпіади 2016 року в місті Ріо-де-Жанейро (Бразилія), проявлені волю до перемоги і цілеспрямованість[3].
- Подяка Президента Російської Федерації (2013)[4].